# Thietmarleuchter

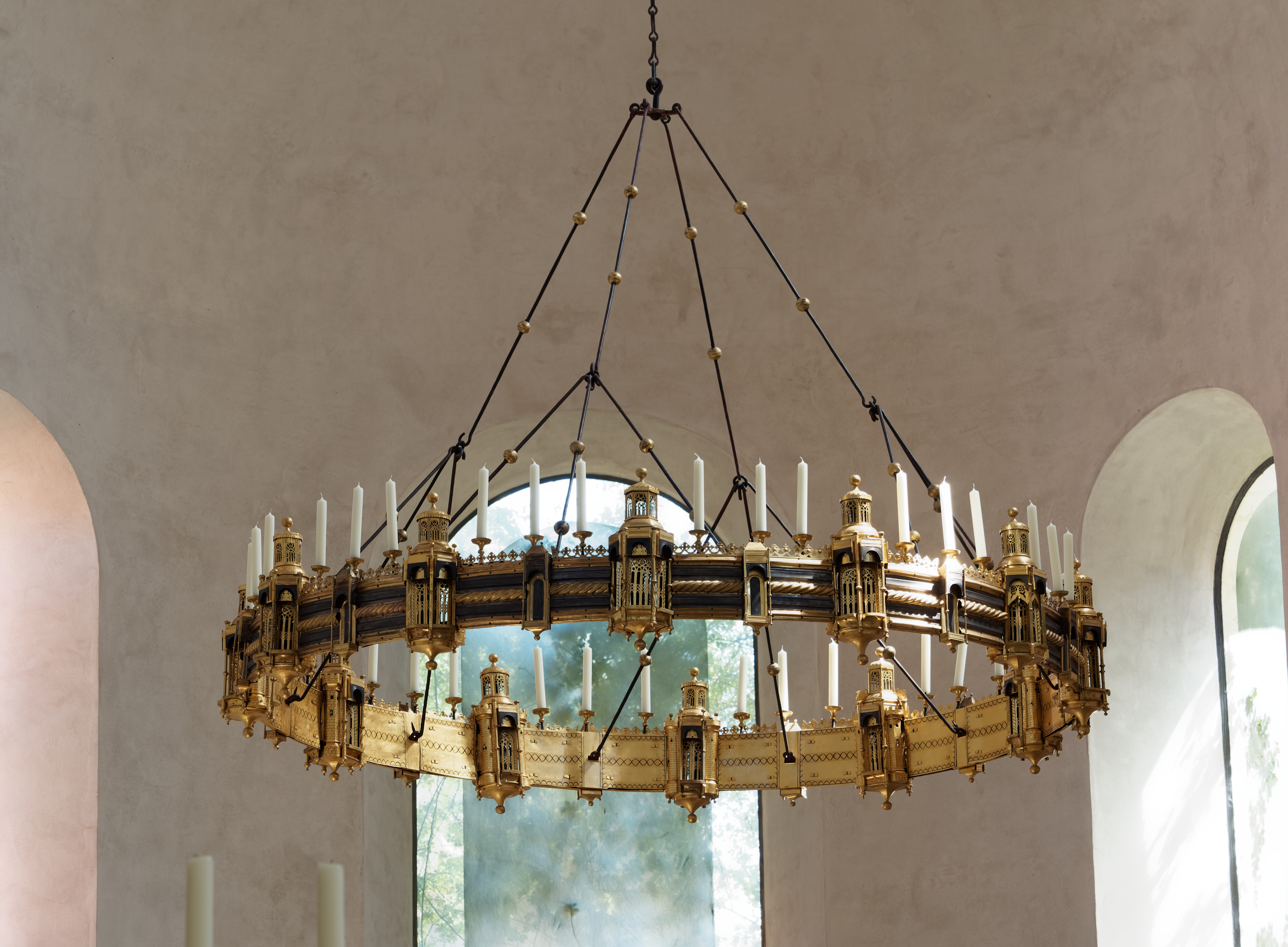
Thietmarleuchter nach Renovierung wieder im Dom

Der Thietmarleuchter, traditionell Azelinleuchter, ist der älteste der vier in Deutschland erhaltenen romanischen Radleuchter. Er wurde im 11. Jahrhundert für den Hildesheimer Dom angefertigt.
Der traditionelle Name beruht auf einer irrigen Zuweisung an Bischof Azelin (1044–1054). In der heute verschwundenen, in einer Handschrift des frühen 16. Jahrhunderts überlieferten Inschrift nennt sich jedoch dessen Vorgänger Thietmar (1038–1044) als Stifter.
Der Leuchter hing bis 2010 in der St.-Antonius-Kirche beim Kreuzgang des Hildesheimer Doms. Seit dem Ende der umfangreichen Sanierungsarbeiten am Dom 2014 und dem Umbau der Antoniuskirche zum Dommuseum hat er seinen Platz im Altarraum der Kathedrale. Der Heziloleuchter kehrte an seinen ursprünglichen Platz im Langhaus der Kirche zurück.

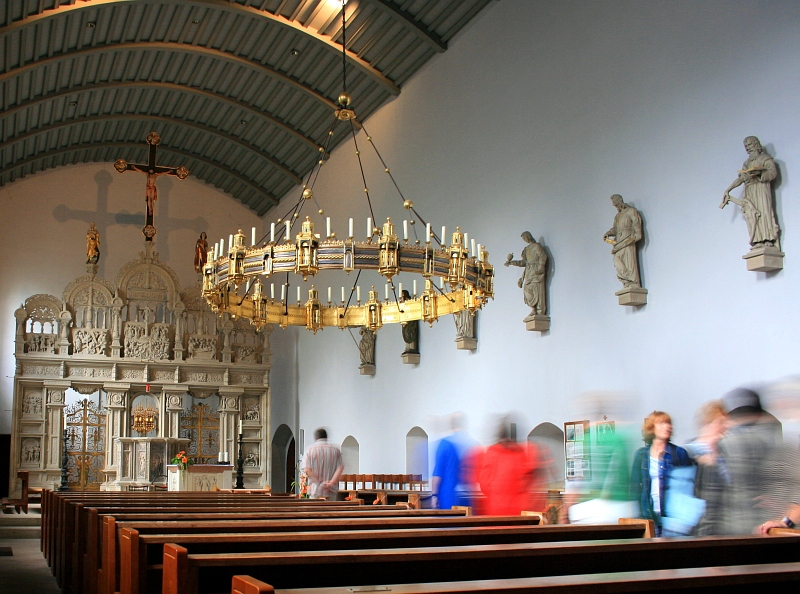
Thietmarleuchter in der Hildesheimer St.-Antonius-Kirche, heute im Hildesheimer Dom

Der Thietmarleuchter ist Vorbild und Schwesterwerk des Heziloleuchters, der von Azelins Nachfolger Hezilo in Auftrag gegeben wurde. Vielleicht waren beide Leuchterkronen von Anfang an als Ensemble geplant, so wie sie dann jahrhundertelang im Dom hingen: der Heziloleuchter im Langhaus, der etwa halb so große Thietmarleuchter im Chor. Die Domrestaurierung stellte diese Konstellation wieder her.

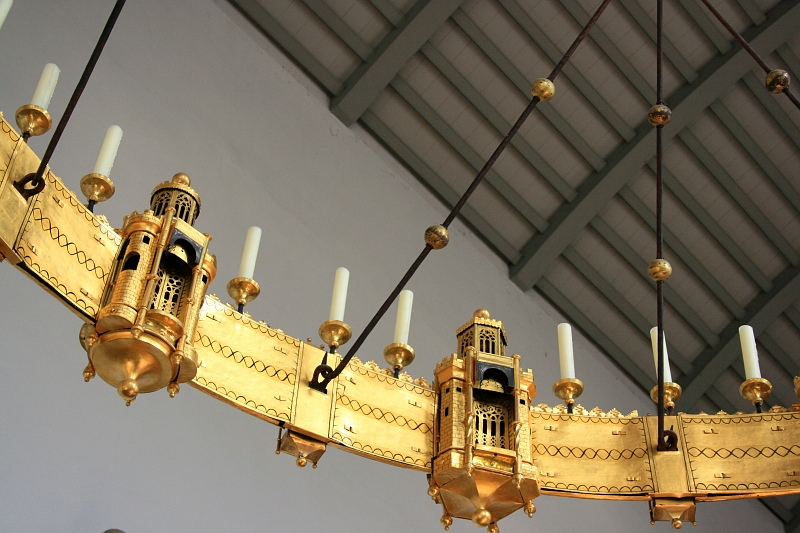
Innenseite, Detail

Als Hintergrund der Entstehung galt in der älteren Forschung der verheerende Brand von 1046, dem der Altfrid-Dom und zahlreiche Nebengebäude in der Domburg zum Opfer fielen. Zuvor schon hatte ein von Bischof Bernward gestifteter Kronleuchter aus Gold und Silber im Kirchenschiff gehangen. In der Forschung wurde als selbstverständlich vorausgesetzt, dass letzterer in diesem Brand unterging und Azelin und Hezilo die beiden vorhandenen Leuchter für den Neubau stifteten. Warum der Leuchter Thietmars in Wirklichkeit damals überstanden hat, ist unerklärt.

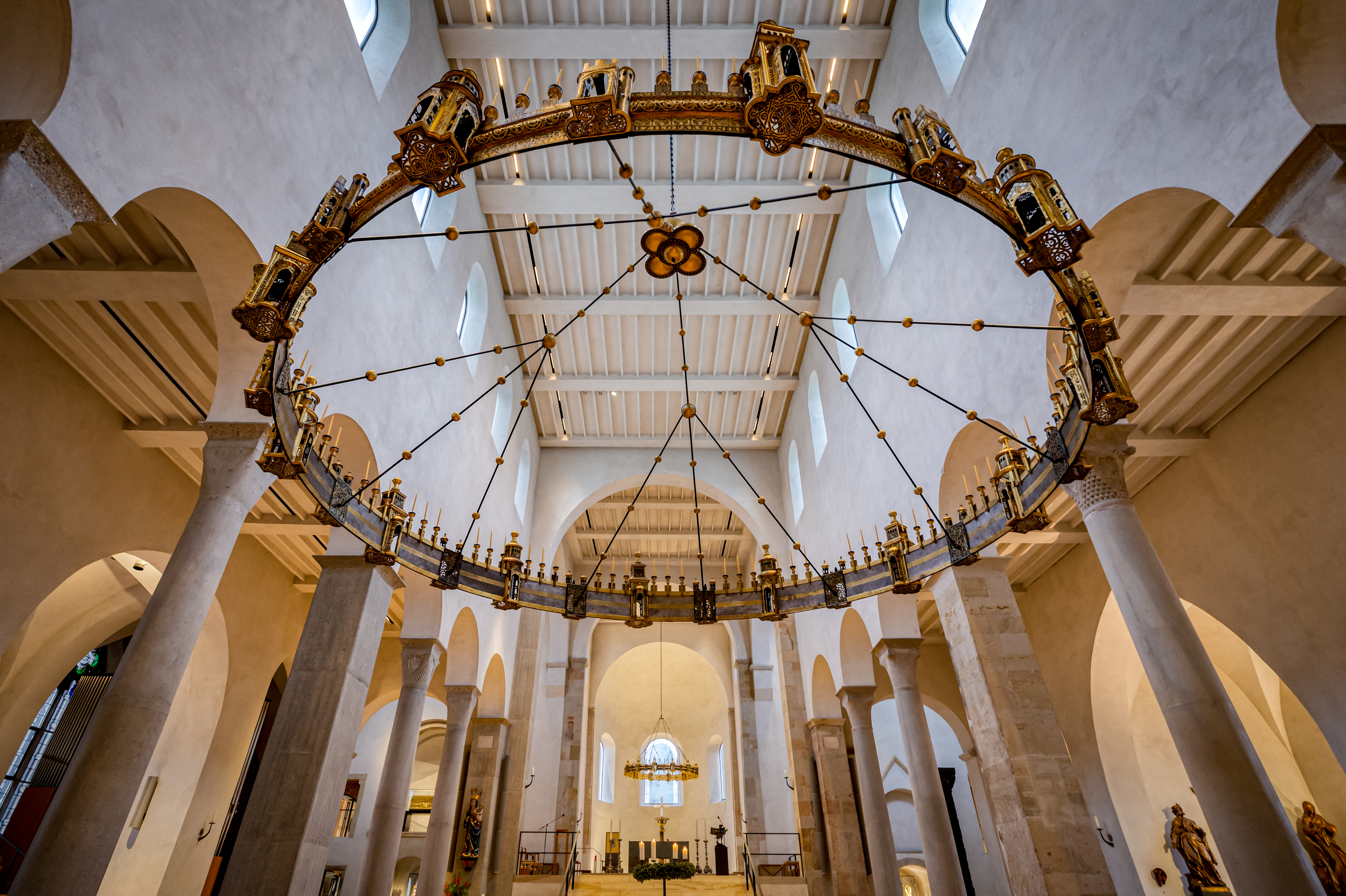
Heziloleuchter (Vordergrund) und Thietmarleuchter (Hintergrund, im Chor)

Wie der Heziloleuchter ist auch der Thietmars ein kreisrunder Reif aus vergoldetem Kupfer und verzinntem Blech, der abwechselnd zwölf Türme und zwölf Tore trägt. Die Ornamentierung ist jedoch sparsamer. Sie beschränkt sich auf einen geflochtenen Rundstab, der die Mitte durchläuft, und einen durchbrochenen Blattkranz auf dem oberen Rand. Die zwölf Tore, an denen die Halteseile ansetzen, sind vorgesetzte rechteckige Rahmen mit Rundbogen und Bedachung. Falls sie einmal Figuren enthielten, müssen diese sehr klein und flach gewesen sein. Am aufwändigsten sind die Türme gestaltet, die auf sechseckigem Grundriss nach außen drei, nach innen eine mit durchbrochenen Türflügeln rückwärts verschlossene Nischen zeigen; die innere ist jeweils von zwei backsteingemusterten Rund- bzw. Quadrattürmen mit Zinnen flankiert. Die Turmspitzen, die den Reif überragen, sind teils rund, teils sechseckig und mit durchbrochenen Fenstern laternenartig gestaltet.
Ergänzungen, Entnahmen und Reparaturen haben den Thietmarleuchter im Lauf der Jahrhunderte in manchen Einzelheiten verändert. Der Gesamteindruck der leuchtend herabschwebenden Gottesstadt, den er wie alle Werke seiner Art hervorrufen will, ist jedoch unbeeinträchtigt. Eine große wissenschaftliche Restaurierung erfuhr der Leuchter 1982–1989.